# Бригада кораблей
Бригада кораблей, Бригада морская, Морская бригада — тактическое соединение (бригада) однотипных кораблей в составе эскадры флота.

## История
В толковом словаре В. И. Даля морская бригада определяется как «два или три экипажа, равно и суда, к ним приписанные». В русском и советском флотах в бригады сводились корабли и катера одного или различных классов. 
Бригады могут быть отдельными или входить в состав дивизий или эскадр. В Русском флоте Бригада морская была как соединение четырёх однотипных кораблей в составе эскадры. 
В Первом издании Большой советской энциклопедии бригада морская определялась как отряд судов, объединённый определённым назначением, в качестве примера указывались бригада броненосных судов одного типа, миноносцев и так далее. А непременным условием правильно организованной бригады являлось возможная однотипность судов, входящих в её состав. Это условие вызывалось требованием одинаковой скорости хода, одинаковости артиллерийского и минного вооружения и одинаковости маневренных действий.

## Типы (Виды)
Существует несколько типов бригад кораблей:
- Бригада надводных кораблей обычно состоит из кораблей или катеров одного класса (противолодочных, десантных или минно-тральных кораблей, эсминцев, крейсеров и т. п.), часто в свою очередь, разделённых на дивизионы.
- Бригада подводных лодок — обычно состоит из нескольких подводных лодок одного типа.
- Бригада строящихся и ремонтирующихся кораблей
- Бригада речных кораблей может включать минно-тральные, артиллерийские или десантные корабли и катера. Бригады речных кораблей могут быть отдельными или входить в состав той или иной дивизии речной (озёрной) флотилии. В конце Великой Отечественной войны действовали  1-я Бобруйско-Берлинская Краснознамённая бригада речных кораблей Днепровской военной флотилии и 1-я бригада речных кораблей Дунайской военной флотилии и другие бригады кораблей в составе флотов и флотилий.